# Glossogobius hoesei
Glossogobius hoesei е вид лъчеперка от семейство Попчеви (Gobiidae).

## Разпространение
Видът е разпространен в Индонезия.